# Matériel moteur des Comboios de Portugal
 (février 2016).
Si vous disposez d'ouvrages ou d'articles de référence ou si vous connaissez des sites web de qualité traitant du thème abordé ici, merci de compléter l'article en donnant les références utiles à sa vérifiabilité et en les liant à la section « Notes et références ».
Le matériel moteur des Comboios de Portugal est une liste du matériel moteur, électrique et diesel, des Chemins de fer portugais. 
(en gras, le matériel en service actuellement[Quand ?], en italique les engins retirés du service.)

## Liste
| Matériel électrique | |
| Locomotives | |
| Matériel retiré du service | Matériel en service                                                                                     |
| - Série 2500 - Série 2550 | - Série 2600 - Série 2620 - Série 4700 - Série 5600                                                     |
| Automotrices | |
| Matériel retiré du service | Matériel en service                                                                                     |
| - Série 2000/2050/2080 - Série 2100/2150 (Modernisées, actuelle série 2240) - Série 2200 (Modernisées, actuelle série 2240) - Série 3100 (Modernisées, actuelle série 3150) - Série 3200 (Modernisées, actuelle série 3250) | - Série 2240 - Série 2300 - Série 2400 - Série 3150 - Série 3250 - Série 3400 - Série 3500 - Série 4000 |
| Matériel Diesel | |
| Locomotives de ligne | |
| Matériel retiré du service | Matériel en service                                                                                     |
| - Série 1200 - Série 1300 - Série 1320 - Série 1500 - Série 1520 - Série 1800 | - Série 1400 - Série 1550 - Série 1900 - Série 1930 - Série 1960                                        |
| Locotracteurs | |
| Matériel retiré du service | Matériel en service                                                                                     |
| - Série 1000 - Série 1020 - Série 1050 - Série 1100 - Série 1150 | |
| Automotrices | |
| Matériel retiré du service | Matériel en service                                                                                     |
| - Série 0050 - Série 0100 - Série 0300 (Modernisées, actuelle série 0350) - Série 0400 (Modernisées, actuelle série 0450) - Série 0500 - Série 0600/0650 - Série 0750                                                       | - Série 0350 - Série 0450 - Renfe 592                                                                   |
| Locomotives de voie étroite | |
| Matériel retiré du service | Matériel en service                                                                                     |
| - Série 9000 - Série 9020 | |
| Automotrices de voie étroite | |
| Matériel retiré du service | Matériel en service                                                                                     |
| - Série 9100 - Série 9300 - Série 9400 - Série 9600 - Série 9700 | - Série 9500 - Série 9630                                                                               |